# Queana
Queana (em haúça: Keana) é uma cidade e área de governo local da Nigéria situada no estado de Nassaraua. Possui área de 1 048 quilômetros quadrados e segundo censo de 2006 havia 79 253 habitantes. O atual representante na câmara pelo CTP é Shuaibe Hashimu Abdullahi.

## História

### Tradição
A tradição local diz que Aragô e Jucum assentaram-se em Cuararafa de onde migraram para Damagudu, Oturcpo e então Idá. Em Idá, disputas pela sucessão do trono forçaram-os a retornar via Macurdi sob seu chefe, Andoma, de quem deriva o nome Doma, o nome do assentamento por deles fundado cerca de 1232. Andoma tinha um irmão mais jovem chamado Queana que ele nomeou barde (chefe de guerra) em Doma e enviou para investigar estórias sobre poços de sal situados a quatro dias de sua capital. Queana encontrou os poços e o sal que descobriu era tão bom que eram grandes as chances de poder enriquecer com ele de modo que decidiu ficar e fundar uma cidade que batizou com seu nome. Furioso pela insubordinação de seu irmão, Andoma marchou contra Queana.
Em uma das versões da estória, quando o tempo de combater chegou, seus soldados se recusaram a lutar contra seus amigos e parentes. Andoma então amaldiçoou-os, chamando-os aragogo, alcunha pela qual a tribo é hoje conhecida. Outra versão diz que Andoma não tentou lutar. Tudo que fez foi tentar destruir a fonte do orgulho do irmão. Nessa versão aragogo, corruptela de ilagogo (nosso discurso deve ser diferente), foi dito por Andoma após seus homens pisarem nas fontes. Sua ação seguinte foi tentar fechar a fonte. Criou uma cobertura de ferro com a qual cobriu a fonte, mas ao não fazer os sacrifícios necessários, a água salgada explodiu a cobertura. Andoma aceitou isso como um presságio da fúria dos deuses e retornou para Doma.

### Período pré-colonial
Queana é uma das regiões às quais os povos idomas, sobretudo os alagôs, espalharam-se. Compuseram uma confederação tribal centrada em Queana. Os chefes, ainda eleitos, chamam-se ozana (rei). Eles têm funções militares, ajudando Queana a combater inimigos, mas também usam os soldados como agricultores para suprir as necessidades do país.  No século XVII começaram a incorporar características da chefia jucum da Confederação de Ucari. No período de 1679-1706, as inovações causaram muita resistência e revolta. A resistência foi fruto do papel desempenhado por Ogu, uma das 5 casas reais de Queana que apoiava a introduções de práticas jucuns na política alagô. Os Ogus, ao adotarem a agenda política cuararafa (um grupo jucum) não só protegiam o interesse econômico de seus senhores políticos (jucuns), mas tomavam vantagem da situação para monopolizar o trono. As demais casas, sobretudo os Oueji, ressentiam a aliança. Ainda assim, a relação alagô-jucum ajudou no processo de formação do Estado Alagô.
Entre ca. 1760 e 1789, segundo textos históricos alagôs, mercenários tives estiveram ativos em certas monarquias nigerianas, dentre elas a de Queana, na qual os ozanas usaram-os para tentar centralizar a confederação tribal. O Reino de Queana talvez formou-se após 1775 e entre 1781-1814 eclodiu a Guerra Civil de Queana na qual Ozegia Adi recrutou um contingente especial de tives do sul do rio Benué e assentou-os nas cercanias de Queana, talvez para proteção. Ao que parece, os vários monarcas de Queana adotaram uma política que atraiu imigrantes tives para fortalecer sua posição. Além disso, a fama dos tives como agricultores deve ter sido um estímulo complementar. Apesar do solo da região ser em geral arenoso, uma estimativa da produção anual de alimentos no século XIX é conhecida e segundo ela produziu-se de 3 000 a 5 000 toneladas em Queana. Em meados do século XIX, Queana tornou-se tributária de Bauchi e do Califado de Socoto. No fim do século, o Socoto aliou-se com os pequenos emirados da atual Nigéria e ocasionalmente fez alianças com a elite convertida de Doma e Queana.

### Período colonial
Com a conclusão da conquista britânica em 1903, estabeleceu-se o Emirado de Lafia dentro do qual os alagôs de Doma e Queana, os egons, os guandaras e tives foram dispostos em distritos e colocados sob autoridade emiral. Apesar de elementos muçulmanos no seio da sociedade alagô, muitos nativos mantiveram-se "pagãos". Isso criou ressentimento à subordinação alagô ao emir de Lafia e culminou em revolta contra a autoridade colonial em 1946. Em março, oficiais coloniais visitaram Queana para apurar a situação, mas sua presença, sobretudo ao serem muçulmanos, teve profundas implicações. A multidão de Queana interpretou a visita como a reafirmação do desdém britânico à reivindicação de alto-governo colonial e da hegemonia de Lafia. Um oficial divisional dá uma descrição da situação e afirma que as pessoas de Queana, todas armadas, ressentiam a presença e/ou entrada do emir, pois reiterava seu poder, e ele sentiu que seria morto pelos locais. Apesar da agitada situação, os oficiais coloniais foram capazes de dissuadir os alagôs a não atacarem sob alegação de que, se atacassem, seria o mesmo que atacar a coroa. O conflito foi evitado, mas a situação continuou tensa. Em dezembro de 1955, quando o emir, o oficial divisional e o madaqui visitaram Queana, um membro da União do Estado Alagô anunciou que seu povo decidiu que o emir e seu séquito nunca mais deviam retornar e uma multidão hostil reuniu-se enquanto o emir estava com o chefe do distrito em seus aposentos.
Em 29 de março de 1956, ocorre outro incidente que ilustra o crescente conflito entre agentes coloniais e locais não-muçulmanos. No episódio, o oficial divisional estava em viagem pelo distrito e decidiu participar da reunião do conselho local junto de oficiais de Lafia. Na reunião, os alagôs estavam reunidos e transmitiram sua vontade de independência da autoridade de Lafia, mas o oficial divisional respondeu que deveriam descartar tais exigências. A medida que a reunião continuava, centenas de alagôs se reuniram no entorno do local em protesto e se recusaram a dispersar; descobriu-se depois que foi o líder alagô que convocou a multidão para criar pressão à reivindicação. Relata-se que o oficial divisional conseguir partir "sem nenhuma dificuldade" com a conclusão da reunião, mas o madaqui e Xeu Osmã, representantes de Lafia, ao tentarem sair, foram cercados pela multidão e só conseguiram escapar com auxílio de guarda-costas e policiais coloniais que escoltaram-os aos seus carros.
Em outros conflitos entre alagôs e as autoridades coloniais, a polícia usou granadas de gás para dispersar a multidão alagô e prendeu Baban Kwata e outros quatro procurados por obstrução da ordem. Para evitar que fossem levados a julgamento em Lafia, a multidão foi à ponte na única estrada fora da cidade e sabotou-a, enquanto outro grupo colocou toras de madeira e lixo para impedir a passagem do caminhão que conduzia os detentos. O emir, que estava ali, ficou bloqueado e os mensageiros e policiais a seu serviço precisaram trabalhar na remoção das barricadas, dando tempo aos alagôs para se reunirem próximo ao caminhão em número cada vez maiores. Os policiais usaram bastões para controlar a multidão, alegadamente cada vez mais violenta que atacava-os. Após abrirem caminho pela barricada, o comboio partiu do centro da cidade a uma casa de repouso nas cercanias, com o oficial divisional e alguns policiais dando escolta a pé. A multidão seguiu-os de perto e gritou insultos. Os detentos foram enviados com sucesso para Lafia, enquanto o emir, o oficial divisional e seus partidários permaneceram em segurança na casa de repouso. Uma pequena multidão permaneceu em vigília para garantir que o emir e seus oficiais ainda estavam em Queana.
Uma multidão de 50 alagôs se reuniu nas vias pelas quais o emir teria que passar para deixar a cidade. A multidão gritava "morte ao emir" e o oficial divisional teve de confrontá-los pelo que responderam que receberam ordens para atacar o emir caso tentasse sair de Queana. O oficial divisional deliberou com a multidão por meia hora antes de poder dispersá-los. No dia seguinte a esses eventos, o oficial divisional convocou uma série de reuniões com o chefe do distrito, seu conselho e os anciãos alagôs enquanto três prisioneiros, que escaparam em meio a confusão, foram presos e levados a Lafia. As novas prisões provocaram os alagôs, que reuniram-se para protestar e exigiram saber a porquê dos 5 acusados alagôs terem sido levados a Lafia. O oficial divisional deu "numerosas explicações", mas a população exigiu que os presos retornassem e fossem libertados em troca da passagem segura do comboio do emir. Essas exigências tiveram pouco efeito e o oficial divisional aconselhou-os a abandonar a atitude beligerante e alegou que os detentos foram levados a julgamento em Lafia pois caso o julgamento fosse feito em Queana haveria uma revolta.

### Atualidade
Seu nome foi utilizado como uma designação local (as demais são Iola, Muri, Macurdi e Bima) de maciços arenitos flúvio-deltaicos feldspáticos de estratificação cruzada do albiano-cenomaniano que ocupam boa parte dos segmentos médio e superior da vala do Benué. Hoje as casas da cidade são geralmente construídas em estilo retangular, que foi pego pelos alagôs da arquitetura iorubá. Queana é um dos locais afetados por gases radioativos oriundos da mineração e está envolvida sobretudo na mineração de sal, atividade na qual as mulheres se sobressaem e cujo rendimento é utilizado para financiar a educação de seus filhos; na estação seca, as mulheres boa parte do tempo na cidade. Essa atividade era praticada desde ao menos o tempo do Reino de Queana e teve apoio dos tives que também trabalhavam com o sal, mas no período colonial a coroa concentrou os esforços mineradores em Lafia mediante uso de mão de obra escrava.
A área de governo local de Queana foi criada em 1996. Em 2011, disputas entre fazendeiros tives e pastores fulas causou a morte de várias pessoas. Em 2012, mais conflitos ocorreram próximo a campos de refugiados. Em 4 de abril de 2014, autoridades do estado de Nassaraua acusaram o exército de matar 23 fulas que assistiam a um funeral em Queana.

## Ozanas de Queana
- Aquiana Adi;[26]
- Abari;[26]
- Orumé Aquiana;[26]
- Ozoga Iquingue;[26]
- Oniepa Ocpa;[26]
- Ogoxi Abari;[26]
- Omadefu Abari;[26]
- Oji Ogiri;[26]
- Ojita Agboga;[26]
- Oquinaue Oigiefu;[26]
- Ogiri abari;[26]
- Oigiefu Ozoga;[26]
- Agboga Ojito;[26]
- Egua Ogiri;[26]
- Oxi Ogiri;[26]
- Ozegia Adi (meados do século XVIII);[26]
- Acinsse Oga;[26]
- Ozegia Adi II;[26]
- Axiqui Oiegiafu (r. 1789–1796);[26]
- Elaio Ozegia (r. 1796–1808);[26]
- Agade Ojito (r. 1808–1815);[26]
- Otaqui Ozegia (r. 1815–1818);[26]
- Oniaticpo Ozegia (r. 1818–1830);[26]
- Idaxo Ainsse (r. 1830–1852);[26]
- Ozegia Eladoga (r. 1852–1862);[26]
- Agbo Ozegia (r. 1862–1889);[26]
- Oxeca Ozegia (r. 1899–1923);[26]
- Oxeca Ozegia II (r. 1923–1929);[26]
- Omadefu Ozegia (r. 1930–1935);[26]
- Oji Agbo II (r. 1936–1957);[26]
- Agabe Agbo II (r. 1958–1962);[26]
- Otaqui Agbo II (r. 1963–presente)[26][27]